# کاترینا لاگنو
کاترینا لاگنو (اوکراینی: Катерина Олександрівна Лагно) یک استادبزرگ شطرنج اهل روسیه است